# Hilda Bernstein
Hilda Bernstein (* 15. Mai 1915 in London; † 8. September 2006 in Kapstadt; geboren als Hilda Watts) war eine britisch-südafrikanische Autorin, Politikerin, Menschenrechtsaktivistin und Frauenrechtlerin.

## Leben
Hilda Watts wurde als Tochter von Simeon und Dora Schwarz in London geboren. Ihr Vater war Bolschewik und kam 1925 nicht mehr aus der Sowjetunion zurück. Sie emigrierte 1932 mit ihrer Mutter nach Südafrika, wo sie sich anfangs in der Jugendorganisation der South African Labour Party engagierte. 1940 wurde sie Mitglied der Communist Party of South Africa (CPSA, später SACP). Im März 1941 heiratete sie den südafrikanischen Politiker Lionel Bernstein. Gemeinsam mit ihm spielte sie eine bedeutende Rolle im Kampf für das Ende der Apartheid in Südafrika. 
1943 wurde sie Mitglied im Stadtrat von Johannesburg. In den 1950er Jahren fokussierte sie ihr Engagement auf die Frauenrechte in Südafrika und war Mitbegründerin der Federation of South African Women. Als ihr Ehemann 1964 im Rivonia-Prozess angeklagt wurde, mussten sie aufgrund des politischen Drucks seitens der südafrikanischen Regierung nach Botswana fliehen. In den folgenden Jahren schrieb sie mehrere Bücher gegen die Apartheid und lebte mit ihrem Mann lange im Vereinigten Königreich, wo sie für den ANC arbeitete. Das Buch The World that was Ours beschreibt ihre Flucht aus Südafrika. 1994 kehrte sie mit ihrem Ehemann nach Südafrika zurück, als Nelson Mandela zum Staatspräsidenten gewählt wurde. Sie verstarb im Alter von 91 Jahren in Kapstadt.

## Werke (Auswahl)
- The World that was Ours. Persephone Books, 1967; Wiederauflage 2009, ISBN 978-1-906462-09-3.
  - dt. Die Männer von Rivonia : Südafrika im Spiegel eines Prozesses. Volk & Welt, Berlin 1970.
- The Terrorism of Torture.
- For Their Triumphs and For Their Tears: Women in Apartheid South Africa. Africa Fund, 1985, ISBN 0-904759-58-X.
- Steve Biko. Victor Kamkin, 1978, ISBN 0-904759-21-0.
- No. 46: Steve Biko. Victor Kamkin, 1978, ISBN 0-317-36653-X.
- Death is Part of the Process. Sinclair Browne, ISBN 0-86300-028-2.
- The Rift: The Exile Experience of South Africans.
- A World of One's Own. Neuauflage unter Separation. Corvo Books, ISBN 0-9543255-2-4.
- The Trials of Nelson Mandela.